# كريستوفر دبليو. موريس
كريستوفر دبليو. موريس هو فيلسوف كندي، ولد في 7 يونيو 1949.